# Mina (Messico)
Mina è un comune del Messico, situato nello stato di Nuevo León.